# Indicador redox

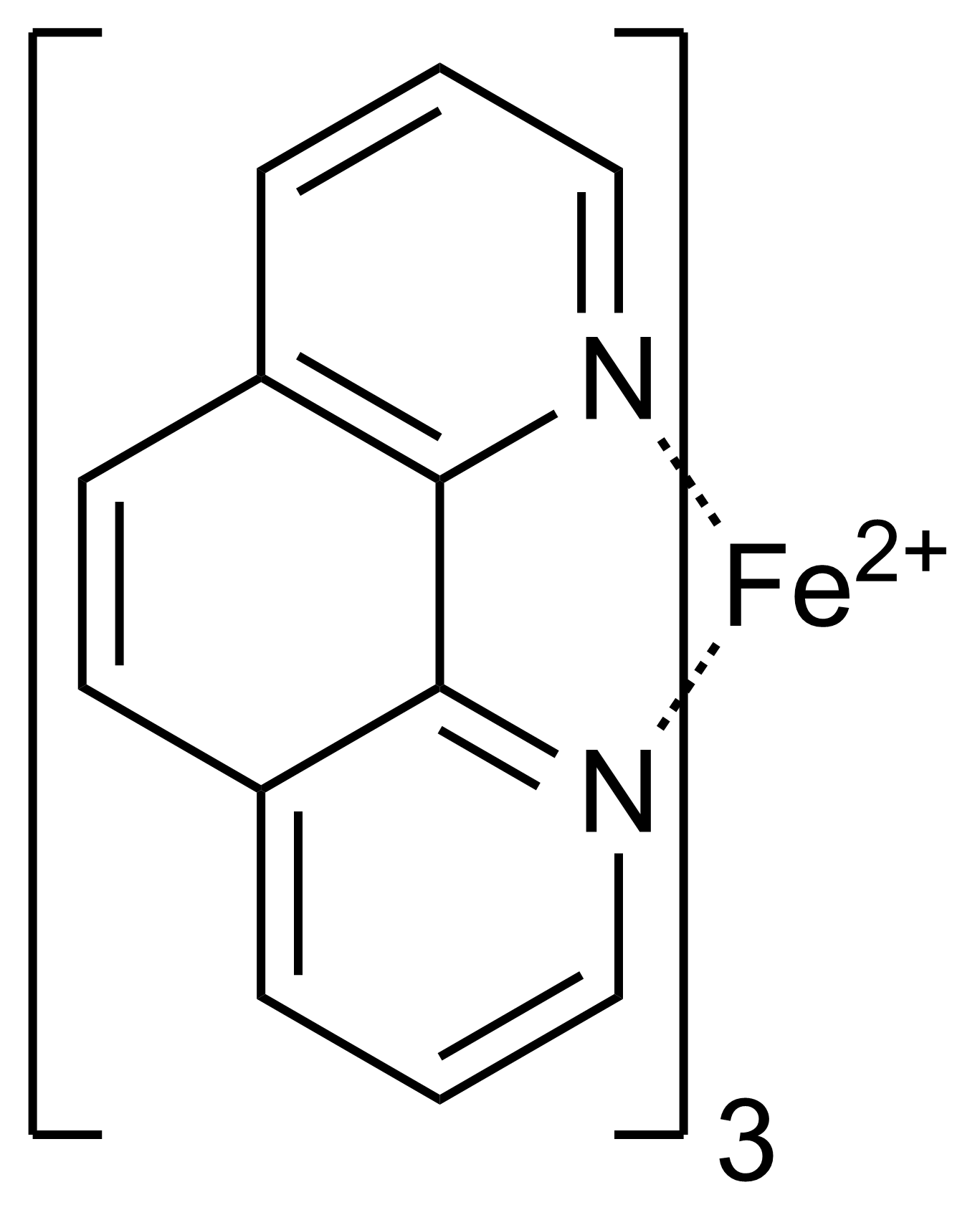
Ferroína ferrosa, un indicador redox de uso frecuente

Un indicador redox (también llamado indicador de oxidación-reducción) es una sustancia química que cambia de color cuando pasa de su forma oxidada a su forma reducida. Este cambio de color se produce a un potencial determinado, lo que permite detectar el punto final de las valoraciones de oxidación-reducción cuyo potencial teórico, en el punto de equivalencia de la reacción implicada en la valoración, sea similar al del indicador. Los indicadores redox pueden ser de uso general, que pueden ser utilizados en diferentes valoraciones o de uso específico, que solamente responden a una especie determinada presente en el sistema redox. Un ejemplo típico de este último, es el almidón, que  se colorea de azul en presencia de yodo, aun en disoluciones muy diluidas, por lo que es un indicador ampliamente empleado en yodometrías y yodimetrías. 

## Fundamento
Los indicadores redox generales suelen ser compuestos orgánicos fuertemente coloreados que presentan la propiedad de oxidarse o reducirse modificando su color, con una coloración muy distinta en la forma oxidada de la que tienen cuando se encuentran reducidos. Los cambios de color de estas sustancias son independientes, en gran medida, de la naturaleza química del analito y del titulante, dependiendo solamente de los cambios en el potencial del sistema, los cuales ocurren a medida que progresa la valoración. Por consiguiente, se trata de sistemas redox típicos que pueden presentarse mediante la semirreacción general de reducción:
{\displaystyle {\ce {In(ox) + ne- <=> In(red)}}}
Donde ox indica forma oxidada y red, forma reducida. Como toda semirreacción de reducción, esta reacción está caracterizada por un potencial normal de reducción. Por consiguiente, si el sistema es reversible, el potencial del sistema indicador puede escribirse basándose en la ecuación de Nerst:
{\displaystyle E=E_{In}^{0}-{\frac {0,0592}{n}}\cdot Log{\frac {[In(red)]}{[In(ox)]}}}
Esta ecuación permite determinar el intervalo de potencial en que cambia de color el indicador, pues, como en el caso de los indicadores ácido-base, se requiere que para apreciar netamente cada uno de los colores, la relación entre las concentraciones de la forma oxidada y reducida sea  [In(red)] / [In(ox)] mayor de diez o inferior a 0,1.
Matemáticamente, esta situación puede ser expresada como que el indicador exhibe el color de la forma reducida cuando
{\displaystyle {\frac {[In(red)]}{[In(ox)]}}\geq {\frac {10}{1}}\geq 10}
y exhibe el color de la forma oxidada cuando 
{\displaystyle {\frac {[In(red]}{[In(ox)]}}\leq {\frac {1}{10}}\leq 0,1}
Sustituyendo estos cocientes en la ecuación de Nernst se puede saber el intervalo de potencial en el que se producirá el cambio completo de color del indicador: 
{\displaystyle E=E_{In}^{0}\pm {\frac {0,0592}{n}}}
Esta ecuación muestra que un indicador general típico exhibe un cambio de color completo y detectable por el ojo humano cuando, durante el proceso de la valoración redox, el potencial del sistema cambia de E0Ind  + 0,0592/n  a   E0Ind  - 0,0592/n, o lo que es lo mismo, se produce un cambio en el potencial del sistema de 0,118/n voltios. Puesto que la mayoría de los indicadores redox de uso habitual intercambian dos electrones (n=2), el intervalo de viraje de estos indicadores es de 0,059 V.

## Algunos indicadores de uso frecuente
En la siguiente tabla se muestran algunas sustancias que pueden utilizarse como indicadores redox, junto con su potencial normal de reducción.
| Indicador                                 | Color (reducido) | Color (oxidado) | E0, V |
| ----------------------------------------- | ---------------- | --------------- | ----- |
| Azul de metileno                          | Incoloro         | Azul            | 0,530 |
| Ferroina (fenantrolina ferrosa)           | Rojo             | Azul            | 1,147 |
| Sulfonato de difenilamina                 | Incoloro         | Púrpura         | 0,850 |
| Nitroferroína (nitrofenantrolina ferrosa) | Rojo             | Azul pálido     | 1,250 |
| Fenosafranina                             | Incoloro         | Rojo            | 0,280 |
| 2,2'-bipiridina (complejo de hierro)      | Azul             | Rojo            | 0,970 |
| 2,2'-bipiridina (complejo de rutenio)     | Azul pálido      | Amarillo        | 1,290 |
| p-nitrofenilamina                         | Incoloro         | Violeta         | 1,060 |
| Difenilamina                              | Incoloro         | Violeta         | 0,755 |
| Índigo de tetrasulfonato                  | Incoloro         | Rojo            | 0,360 |
| Índigo monosulfonato                      | Incoloro         | Azul            | 0,260 |

De todos los indicadores de oxidación/reducción, la ferroína (o fenatrolina ferrosa) es la que más se aproxima a la sustancia ideal, ya que reacciona de forma rápida y reversible con cambios de color que son muy pronunciados y fáciles de detectar por el ojo humano. Este indicador es un complejo ternario de Fe(II) con 1,10-fenantrolina, de color intensamente rojo. A un potencial determinado, el hierro(II) se oxida a hierro(III) formando un nuevo complejo con la fenantrolina, este de color azul. Se han estudiado un gran número de fenantrolinas sustituidas y se ha demostrado que algunas pueden ser tan útiles como la ferroína precursora.

## Otros indicadores redox
Los indicadores hasta aquí referidos, son indicadores reversibles de uso general, sin embargo existen otros indicadores de punto final que también se utilizan en valoraciones redox. En estos casos se tratan de sustancias químicas, que en algunos casos se oxidan o se reducen de forma irreversible, pero que en el proceso, debido al cambio estructural, modifican el aspecto de la disolución en la que se encuentran. En otros casos, se producen cambios por reacción entre la sustancia valorante o el producto de la reacción, con la que forma algún tipo de complejo coloreado, indicando, de este modo, el punto final de la valoración. Estos indicadores, a menudo tienen un uso muy limitado, debido a que solamente se pueden utilizar para tipos muy concretos de valoraciones redox, por lo que reciben el nombre de indicadores específicos.
Dentro de este tipo de indicadores redox específicos, tal vez el más conocido sea el almidón. Esta sustancia es de color blanco en estado sólido e incolora en disolución. Sin embargo, forma un complejo de color azul intenso en presencia de yodo, I2 o de ion triyoduro, I3-.  Aunque el color del anión triyoduro es fácilmente visualizable debido a su color amarillo característico, la presencia de almidón hace que el punto final de la valoración se aprecie con mayor facilidad, ya que es suficiente con una  concentración de yodo o triyoduro de 10-5 M para que se aprecie el color azul del complejo yodo-almidón.
Otro indicador específico, también basado en un mecanismo de formación de complejos, es el tiocianato de potasio, que se puede utilizar en la valoración  de hierro(III) con disoluciones de sulfato de titanio(III). Durante la valoración el hierro(III) se reduce a hierro(II). Si en la disolución a valorar hay una pequeña cantidad de tiocianato, esta forma el compuesto de coordinación Fe(SCN)2+, fuertemente coloreado de rojo. Mientras quede Fe(III) en la disolución, el color rojo del complejo permanecerá. La desaparición de dicho color rojo indica que prácticamente todo el Fe(III) se ha reducido, permitiendo así, establecer el punto final de la valoración.

El rojo de metilo y el anaranjado de metilo, que también son indicadores ácido-base, también pueden utilizarse como indicadores redox, pues en medio ácido y en presencia de oxidantes fuertes sufren una oxidación irreversible que los decolora, desapareciendo el color rojo característico. Estos indicadores se pueden utilizar en la valoraciones redox en que se utiliza como valorante el bromato de potasio en medio ácido. Al terminar la valoración el bromo que se forma una vez rebasado el punto de equivalencia, oxida a estos indicadores, por lo que el punto final de la valoración viene marcado por la desaparición del color.
|                   |
| Naranja de metilo |

|                |
| Rojo de metilo |

El azul negro de naftol, es otro indicador que actúa por oxidación irreversible y que se puede utilizar en las valoraciones de arsenito con bromato, virando de verde a incoloro con el primer exceso de bromato, de forma similar a como se ha descrito para el rojo de metilo o el naranja de metilo.